# 1917년 독일에 대한 미국의 선전포고
미국은 1917년 4월 6일 독일 제국에 선전포고를 했다. 우드로 윌슨 대통령은 1917년 4월 2일 미국 의회 특별 합동 회의에 선전포고를 요청했고, 이는 같은 날 미국 상원을 통과했으며 4일 뒤인 4월 6일 미국 하원을 통과했다. 윌슨은 같은 날 이를 법으로 서명하여 미국은 공식적으로 제1차 세계 대전에 참전했다.
초기에는 전쟁에 대한 강한 반대에도 불구하고, 몇몇 사건으로 인해 1917년까지 미국 대중은 독일과 그 동맹국에 등을 돌리게 되었다. 의회 연설에서 윌슨은 전쟁이 세계를 민주주의를 위해 안전하게 만들 것이라고 말하며, 독일 제국이 무제한 잠수함 작전을 재개하기로 결정한 것은 유럽뿐만 아니라 미국에 대한 공격이라고 언급했다.

## 우드로 윌슨 대통령의 의회 연설

1919년 우드로 윌슨 대통령

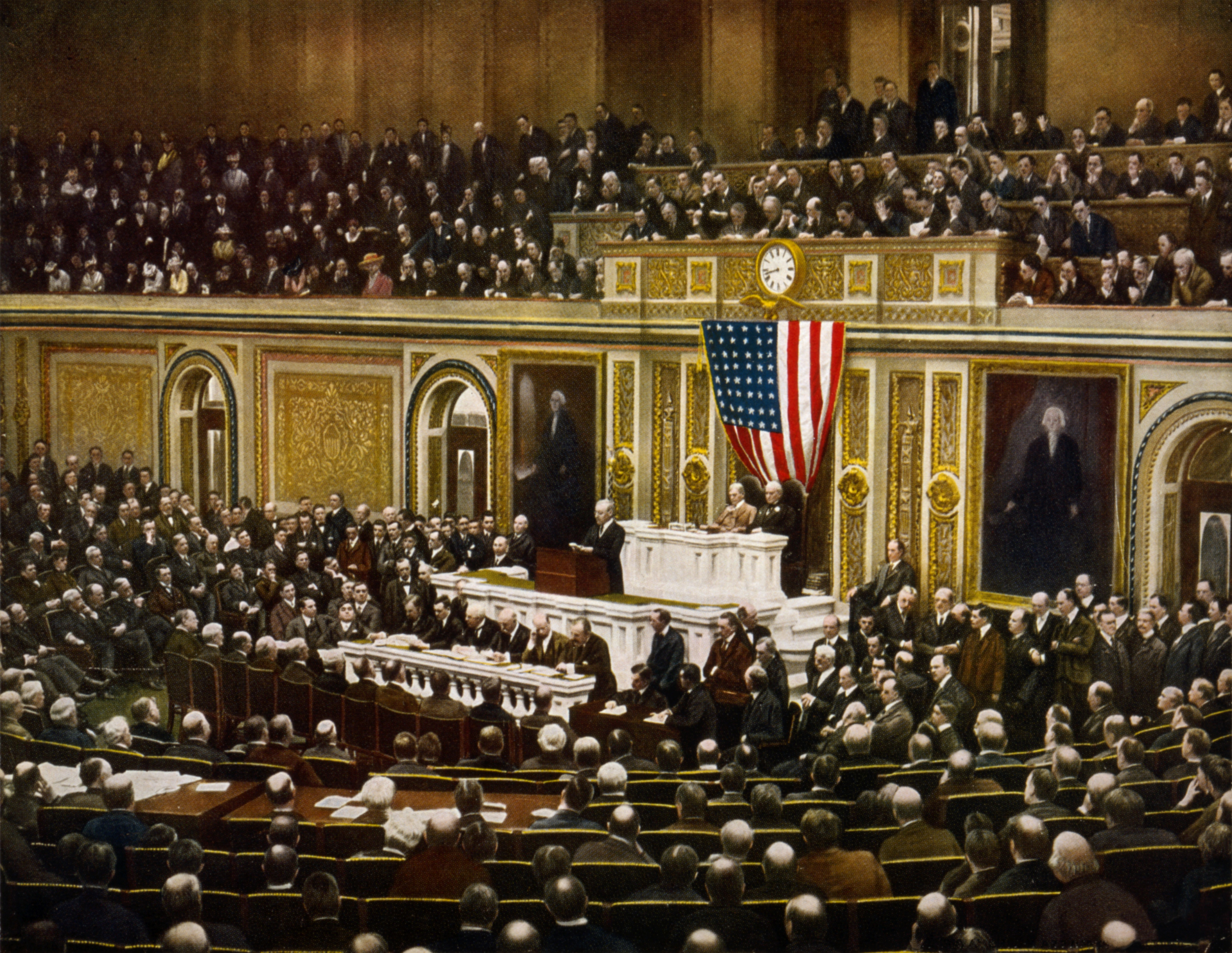
1917년 4월 2일 우드로 윌슨 대통령이 의회에 독일에 대한 선전포고를 요청하고 있다.

1917년 4월 2일, 우드로 윌슨 대통령은 의회에 독일 제국에 대한 선전포고를 요청하는 연설을 했다(그러나 당시에는 독일의 동맹국에는 해당되지 않았다). 연설의 전문은 부분적으로 다음과 같다.
나는 의회를 특별 회기로 소집했습니다. 왜냐하면 중대하고, 매우 중대한 정책 결정이 즉시 이루어져야 하며, 그 책임을 제가 떠맡는 것은 옳지도, 헌법적으로 허용되지도 않기 때문입니다. 지난 2월 3일, 저는 독일 제국 정부가 2월 1일부터 모든 법적 또는 인도적 제약을 무시하고 잠수함을 사용하여 영국과 아일랜드의 항구나 유럽의 서부 해안, 또는 지중해 내 독일의 적들이 통제하는 모든 항구에 접근하려는 모든 선박을 침몰시킬 것이라는 놀라운 발표를 공식적으로 여러분께 제시했습니다...

지난 2월 26일 의회에서 연설했을 때, 저는 무력을 통해 우리의 중립적 권리, 즉 불법적인 간섭에 맞서 해상을 이용할 권리, 불법적인 폭력으로부터 우리 국민을 안전하게 지킬 권리를 주장하는 것으로 충분할 것이라고 생각했습니다. 그러나 무장 중립은 이제 불가능한 것으로 보입니다...
무장 중립은 기껏해야 비효율적입니다. 이러한 상황과 그러한 주장에 직면하여 그것은 비효율적일 뿐만 아니라 그보다 더 나쁩니다. 그것은 의도했던 것을 막기는커녕 오히려 야기할 가능성이 높습니다. 그것은 교전국으로서의 권리나 효율성 없이 우리를 전쟁으로 끌어들일 것이 거의 확실합니다. 우리가 할 수 없는 한 가지 선택이 있습니다. 우리는 복종의 길을 택하여 우리 국가와 국민의 가장 신성한 권리가 무시되거나 침해되는 것을 용납하지 않을 것입니다. 우리가 지금 맞서는 불법 행위는 흔한 불법 행위가 아닙니다. 그것들은 인간 생명의 뿌리 자체를 흔들고 있습니다.
제가 취하는 조치의 엄숙하고 심지어 비극적인 성격과 그것이 수반하는 중대한 책임에 대한 깊은 인식을 가지고 있으나, 헌법적 의무라고 여기는 것에 주저 없이 복종하여, 저는 의회가 독일 제국 정부의 최근 행보가 사실상 미합중국 정부와 국민에 대한 전쟁과 다름없음을 선언할 것을 권고합니다. 또한 의회는 이렇게 강요된 교전국의 지위를 공식적으로 수락하고, 즉각적인 조치를 취하여 국가를 더욱 철저한 방어 상태로 만들 뿐만 아니라 독일 제국 정부를 협상으로 이끌고 전쟁을 종식시키기 위해 모든 권력과 자원을 동원해야 합니다...

세상은 민주주의를 위해 안전하게 만들어져야 합니다. 그 평화는 정치적 자유라는 검증된 토대 위에 심어져야 합니다. 우리는 봉사할 이기적인 목적이 없습니다. 우리는 정복이나 지배를 바라지 않습니다. 우리는 우리 자신을 위한 배상금도, 우리가 자유롭게 치를 희생에 대한 물질적 보상도 추구하지 않습니다. 우리는 인류의 권리를 옹호하는 자들 중 하나일 뿐입니다. 우리는 국가들의 믿음과 자유가 그러한 권리를 최대한 안전하게 만들 수 있을 때 만족할 것입니다...

## 선언문 본문
WHEREAS, The Imperial German Government has committed repeated acts of war against the people of the United States of America; therefore, be it resolved by the Senate and House of Representatives of the United States of America in Congress assembled, That the state of war between the United States and the Imperial German Government, which has thus been thrust upon the United States, is hereby formally declared; and that the President be, and he is hereby, authorized and directed to employ the entire naval and military forces of the United States and the resources of the Government to carry on war against the Imperial German Government; and to bring the conflict to a successful termination all the resources of the country are hereby pledged by the Congress of the United States.

## 로버트 M. 라폴레트 시니어 상원의원의 답변

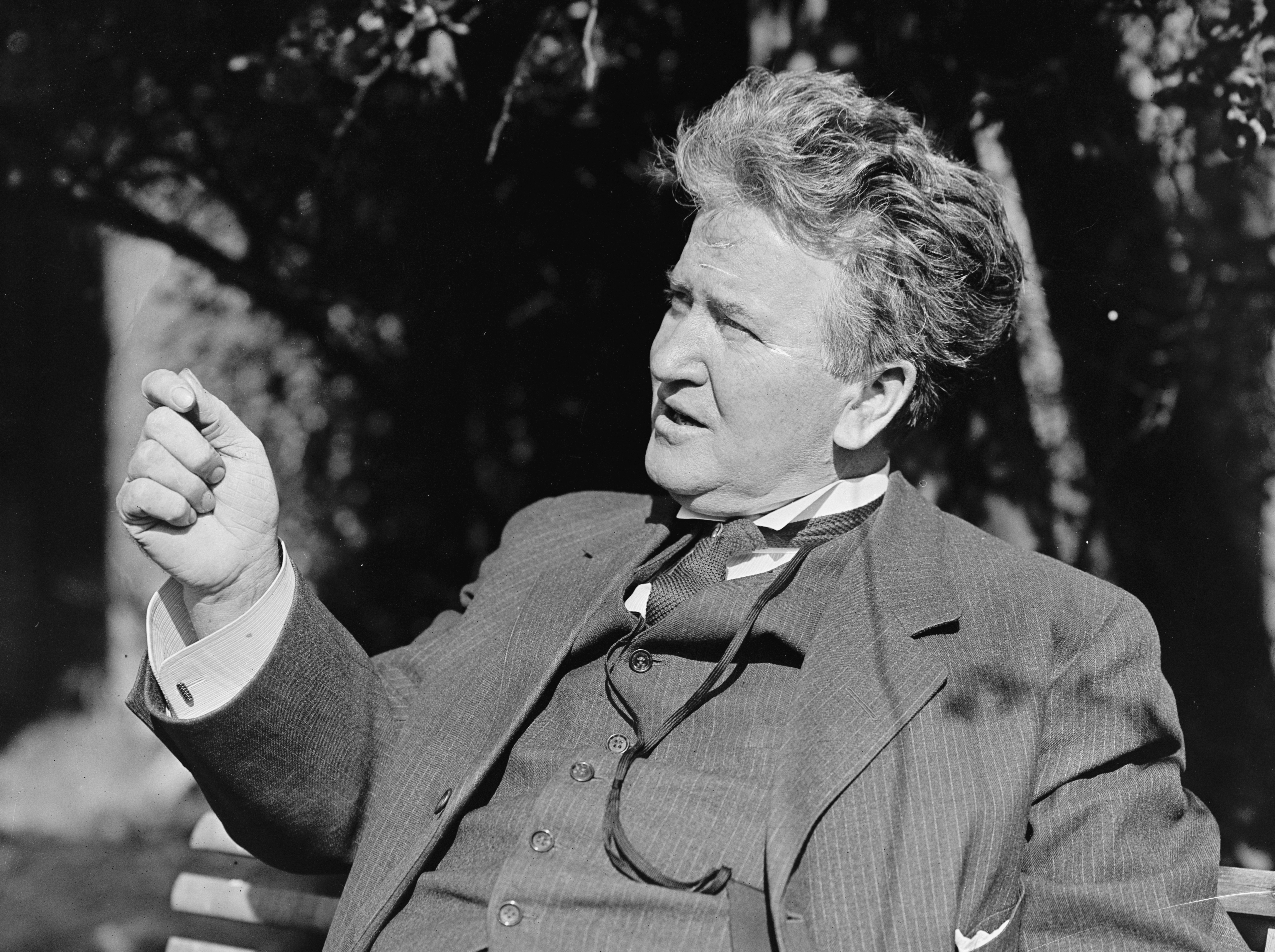
1912년 로버트 M. 라폴레트 시니어 상원의원

4월 4일 상원 토론 중, 위스콘신주의 로버트 M. 라폴레트 상원의원(진보 공화당의 지도자이자 1924년 진보당의 대통령 후보)은 선전포고에 반대하는 긴 연설을 했다. 그는 다음과 같이 말했다.
저는 지금 원칙에 대해 이야기하고 있습니다. 독일을 가두기 위해 대서양과 북해의 넓은 지역에 기뢰를 설치하는 것을 허용한 영국의 원칙과, 영국 제도 주변에 설정한 전쟁 지역에 진입하는 모든 선박을 잠수함으로 파괴하려는 독일의 원칙을 구분할 수 없습니다.

영국 기뢰는 경고 없이 금지된 전쟁 지역에 진입하는 모든 선박을 파괴하고, 탈출할 수 없는 모든 승객을 죽이거나 익사시키려는 의도를 가지고 있습니다. 이것은 독일이 자국의 전쟁 지역에서 잠수함으로 하려는 것과 다름없습니다. 우리는 영국의 행동에 대해 항의 없이 묵인했습니다. 이제 우리는 독일이 동일한 행동을 했다는 이유로 독일과 전쟁을 하려고 합니다. . . .
다시 말하지만, 두 국가가 전쟁 중일 때 어떤 중립국이든 중립국의 성격을 유지하려면 양 교전국에게 동일한 행동을 요구해야 합니다. 양측 모두 국제법 원칙을 동등하게 따라야 합니다. 만약 중립국이 그렇게 하지 못한다면, 그 국가는 공해상에서의 권리가—대통령의 표현을 빌리자면—절대적이지 않고 상대적인 것입니다. 두 교전국 중 한쪽은 확립된 법 원칙을 준수해야 하고 다른 한쪽은 그렇게 하지 않아도 되는 이점을 가지도록 요구하는 것보다 우리의 중립성을 더 크게 위반하는 것은 없습니다. 독일 해군 당국이 우리 국민의 공해상 권리에 대해 보여야 할 존중은 우리가 독일의 적들에게 동일한 권리를 요구했는지 여부에 달려 있습니다. 만약 우리가 그렇게 하지 않았다면, 우리는 중립국의 성격을 잃었고 우리 국민은 불행하게도 중립국에게 주어지는 보호를 잃은 것입니다. 우리는 양 교전국에게 동일한 행동을 요구해야 한다는 점에서 공동의 책임이 있었습니다.

유럽의 교전국들을 동일하게 대우하지 못하고, 독일과 영국의 불법적인 "전쟁 지역"을 모두 거부하지 못한 것이 현재 우리의 딜레마를 전적으로 설명합니다. 우리는 연막 뒤에 우리의 실수를 숨기려 하지 말아야 하며, 전쟁의 광란 속에서 절반의 진실로 우리 국민의 마음을 선동하여 너무 늦기 전에는 전쟁의 실제 원인을 결코 이해하지 못하게 해서는 안 됩니다. 저는 그러한 행동이 우리의 국가적 명예에 도움이 된다고 믿지 않습니다. 올바른 길이야말로 명예로운 길입니다.

## 투표
미국 상원에서 이 결의안은 4월 4일 찬성 82표, 반대 6표(8명 불참)로 통과되었다.
미국 하원에서는 4월 6일 오전 3시, 찬성 373표, 반대 50표(8명 불참)로 결의안이 통과되었다. 반대자 중 한 명은 몬태나 주의 공화당 하원의원 저넷 랭킨이었는데, 그녀는 나중에 1941년 12월 8일 일본 제국에 대한 선전포고에 반대한 의회 양원 중 유일한 의원이 되었다.

### 정당 및 지역별 분석

#### 상원
| 상원 투표 정당별  | 찬성 | 반대 | N/V | 찬성 득표율 |
| ----------------- | ---- | ---- | --- | ----------- |
| 백분율            | 93%  | 7%   |     | + 86%       |
| 96명              | 82   | 6    | (8) | + 76        |
| 54 민주당         | 44   | 3    | (7) | + 41        |
| 42 공화당         | 38   | 3    | (1) | + 35        |
| 출처: GovTrack.US |      |      |     |             |

44명의 민주당 상원의원과 38명의 공화당 상원의원이 선언에 찬성표를 던졌다. 3명의 민주당원과 3명의 공화당원이 반대표를 던졌다. 7명의 민주당원과 1명의 공화당원은 투표에 참여하지 않았다.
미국 상원에서는 공화당 의원인 애슬 그러너 (노스다코타), 로버트 M. 라폴레트 (위스콘신), 조지 W. 노리스 (네브래스카)와 민주당 의원인 해리 레인 (오리건), 윌리엄 J. 스톤 (미주리), 제임스 K. 바다만 (미시시피)이 반대표를 던졌다.
한 명의 공화당 상원의원(네이선 고프 (웨스트버지니아))은 투표하지 않았고, 7명의 민주당원도 투표하지 않았다: 존 H. 뱅크헤드 (앨라배마), 토마스 고어 (오클라호마), 헨리 F. 홀리스 (뉴햄프셔), 프랜시스 G. 뉴랜드 (네바다), 존 월터 스미스 (메릴랜드), 찰스 S. 토마스 (콜로라도), 그리고 벤자민 틸먼 (사우스캐롤라이나).

#### 하원
| 하원 투표 정당별  | 찬성 | 반대 | N/V | 찬성 득표율 |
| ----------------- | ---- | ---- | --- | ----------- |
| 비율              | 88%  | 12%  |     | + 76%       |
| 431명 의원        | 373  | 50   | (8) | + 323       |
| 213 공화당원      | 176  | 32   | (5) | + 144       |
| 212 민주당원      | 193  | 16   | (3) | + 177       |
| 3 진보주의자      | 3    |      |     | + 3         |
| 무소속 공화당원   | 1    |      |     | + 1         |
| 사회주의자        |      | 1    |     | – 1         |
| 금주당원          |      | 1    |     | – 1         |
| 출처: GovTrack.US |      |      |     |             |

16명의 민주당 의원, 32명의 공화당 의원, 유일한 금주당원과 유일한 사회주의자는 선전포고에 반대했다. 반면, 3명의 진보당 의원과 유일한 무소속 공화당 의원은 이에 찬성했으며, 193명의 민주당 의원과 176명의 공화당 의원도 찬성했다. (5명의 공화당 의원과 3명의 민주당 의원은 이 질문에 투표하지 않았다.)
결의안에 반대한 50명의 의원 중 42명은 서부 및 중서부 주를 대표했다 (상원 자체에서 반대표를 던진 6명의 상원의원 중 5명도 마찬가지였다).
일리노이 주 동부의 북부 주 출신은 단 3명(미시간 공화당 의원, 오하이오 민주당 의원, 뉴욕 사회주의자)이었고, 남부 주 출신은 단 5명(앨라배마, 텍사스 및 캐롤라이나의 민주당 의원)이었다.
(뉴잉글랜드 또는 미주리 주 동부의 경계주 출신 하원의원은 아무도 선전포고에 반대하지 않았다.)
선전포고에 반대한 168명의 북부 하원의원 중 3명은 북부 대표단 중 2%를 차지했고, 남부 및 경계주 출신 128명의 하원의원 중 반대표를 던진 5명의 남부 의원은 단 4%를 차지했다.
그러나 원서부 출신 33명 중 9명(27%)은 선전포고에 반대했다. 캘리포니아의 11명 중 3명(민주당 1명, 공화당 1명, 금주당 1명); 워싱턴주의 5명 중 2명; 콜로라도의 4명 중 2명; 몬태나의 2명 중 1명(저넷 랭킨); 그리고 네바다의 유일한 대표.
중서부 출신 102명 중 33명(32%)도 마찬가지였다. 위스콘신 11명 중 9명, 미네소타 10명 중 4명, 일리노이 27명 중 6명, 미주리 15명 중 4명, 네브래스카 6명 중 3명, 아이오와 11명 중 3명, 사우스다코타 3명 중 2명, 캔자스 8명 중 2명. (선전포고에 반대한 중서부인 33명 중 6명을 제외한 모든 이들은 공화당원이었다. 그러나 원서부의 9개 반대 표는 민주당 4표, 공화당 4표, 금주당 1표로 균등하게 나뉘었다.)

## 서명
하원에서 결의안이 통과된 직후, 하원 의장인 챔프 클라크가 서명했다. 약 9시간 후인 오후 12시 14분에는 부통령 토머스 R. 마셜이 서명했다. 1시간도 채 되지 않은 오후 1시 11분에 윌슨 대통령이 서명했고, 미국은 공식적으로 독일 제국과의 전쟁 상태에 돌입했다.

## 같이 보기
- 미국의 제1차 세계 대전 참전
- 제1차 세계 대전 선전포고 목록
- 1914년 독일에 대한 영국의 선전포고
- 오스트리아-헝가리에 대한 미국의 선전포고
- 1941년 독일에 대한 미국의 선전포고

## 내용주

### 인용
1. ↑  April 2, 1917: Address to Congress Requesting a Declaration of War Against Germany, 밀러 공공정책센터 at the 버지니아 대학교
2. ↑  "Text Of The Declaration Of War Against Germany, World War I" 보관됨 2015-07-08 - 웨이백 머신 The National Center for Public Policy Research website. Retrieved 2010-14-7
3. ↑  “It Has No Popular Support”: Robert M. La Follette Votes Against a Declaration of War , from the Congressional Record— Senate, April 4, 1917, 224–225. The unabridged original may be read at Turning Points in Wisconsin History at the Wisconsin Historical Society.
4. 1 2  Kull, Irving S. and Kull, Nell M. (1965) An Encyclopedia of American History in Chronological Order. New York: Popular Library. p.342
5. 1 2  Morris, Robert B. (ed.) (1961) Encyclopedia of American History (revised and enlarged edition), New York: Harper and Row. p.309
6. ↑  TO PASS S.J. RES. 1,(40 STAT-1)M DECKARUBG WAR ON GERMANY... (sic) (full Senate roll-call from govtrack.us)
7. ↑  TO ADOPT S. J. RES. 1, (43 STAT-1, APRIL 16, 1917), DECLARING THAT A STATE OF WAR EXISTS... (full roll call in the House)
8. ↑  Staff (1917년 4월 6일). “U. S. at War with Germany; President Signs Resolution”. 《이브닝 스타》 (Washington, D.C.). 1면. 2017년 4월 6일에 확인함.